# Iwakura Tomomi
Det här är en artikel om en person med japanskt personnamn; Iwakura är familjenamnet.

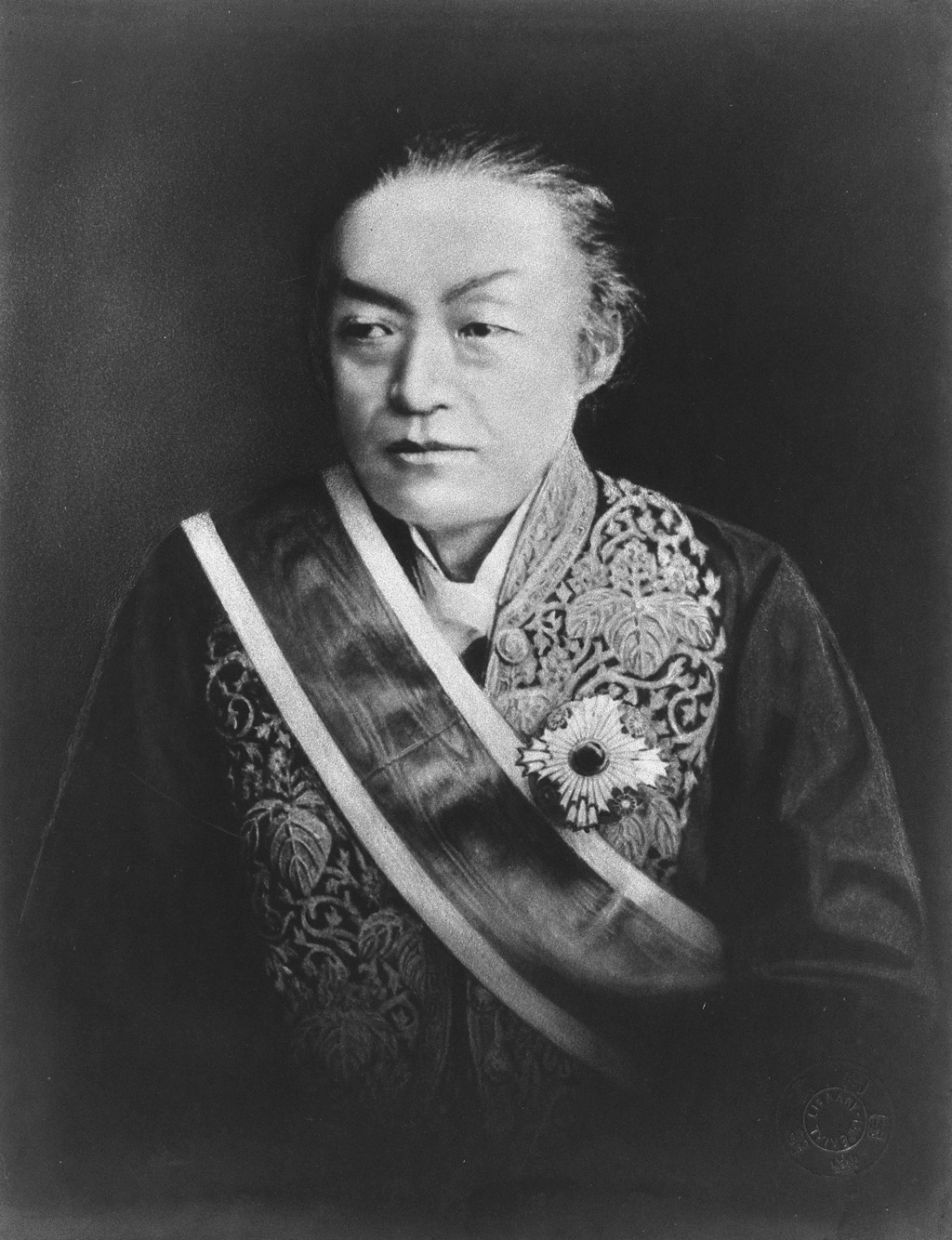
Officiellt porträtt av Iwakura

Iwakura Tomomi, född 26 oktober 1825, död 20 juli 1883, var en japansk statsman och hovädling under Bakumatsu- och Meijiperioden.
Iwakura Tomomi föddes i Edoperiodens Kyoto som son till tjänstemannen Horikawa Yasuchika men adopterades av Iwakura Tomoyoshi och blev dennes arvinge. År 1854 blev han kammarherre (jiju) till kejsar Komei. Han gav vid flera tillfällen kejsaren främlingsfientliga rådslag, särskilt i fråga om 1858 års handelsfördrag med Förenta staterna. Som en förespråkare av kobu gattai, förening mellan kejsarhovet och shogunatet, förordade han äktenskap mellan prinsessan Kazu och shogunen Iemochi.
Fallen i onåd och misstrodd både vid hovet och av shogunen, närmade sig Iwakura Saigo Takamori, Okubo Toshimichi och andra reformrörelsens ledande män samt förvärvade en småningom en mer balanserad uppfattning av västerländsk kultur och Japans ställning till utländska makter.
Han medverkade till kejsarmaktens restauration 1868, blev samma år vicekansler i det nya statsrådet, utsågs 1871 till utrikesminister och ledde den stora beskickning, som i december samma år avgick för att besöka Washington och flera europeiska huvudstäder, bl. a. Stockholm, våren 1873.

Iwakura (i mitten) tillsammans med de andra medlemmarna i ambassaden

Efter hemkomsten avvärjde Iwakura de av Goto Shojiro, Itagaki Taisuke m. fl. av hans kolleger framförda planerna på ett krig mot Korea. Därigenom ådrog han sig bittert hat av de stridslystna samuraierna och utsattes (jan. 1874) för ett mordförsök av några män ur Tosa-klanen. Sin inflytelserika ställning i statsrådet, där han först var andre och sedan tredje president, bibehöll han till sin död.